# سد کجیوا
سد کجیوا (به لاتین: Kajiwa Dam) یک سد در چین است که در Kajiwa, Muli Tibetan Autonomous County, Sichuan Province واقع شده‌است.